# Mapperley (Derbyshire)
Mapperley – wieś w Anglii, w hrabstwie Derbyshire, w dystrykcie Amber Valley.